# 孙明山
孙明山（1945年—），汉族，中华人民共和国政治人物，公安部原党委委员、政治部主任，中国共产党党员，第十一届全国政协委员。

## 生平
2008年，当选第十一届全国政协委员，代表特别邀请人士，分入第五十七组。并担任社会和法制委员会副主任。